# بخش کلینتون (شهرستان فرانکلین، اوهایو)
بخش کلینتون (به انگلیسی: Clinton Township) یک منطقهٔ مسکونی در ایالات متحده آمریکا است که در شهرستان فرانکلین، اوهایو واقع شده‌است.
 بخش کلینتون  ۴٬۱۰۹ نفر جمعیت دارد و ۲۷۰ متر بالاتر از سطح دریا واقع شده‌است.